# 徧城郡
徧城郡，中国古代的郡。
北魏太和元年（477年）置，治所在广武县（今陕西省延安市东北甘谷驿镇附近）。属夏州，延昌二年（513年）属东夏州，西魏废帝三年（554年）属延州。下辖广武县、沃野县，辖境相当今陕西省延安、甘泉、延长、子长等市县。隋朝开皇三年（583年）废。